# Унтертингау
Унтертингау (њем. Unterthingau) град је у њемачкој савезној држави Баварска. Једно је од 45 општинских средишта округа Осталгој. Према процјени из 2010. у граду је живјело 2.728 становника. Посједује регионалну шифру (AGS) 9777175.

## Географски и демографски подаци
Унтертингау се налази у савезној држави Баварска у округу Осталгој. Град се налази на надморској висини од 773 метра. Површина општине износи 45,2 km². У самом граду је, према процјени из 2010. године, живјело 2.728 становника. Просјечна густина становништва износи 60 становника/km².